# Compagnie énergie électrique du Togo
La Compagnie énergie électrique du Togo (CEET) est l'entreprise publique togolaise responsable de la production, du transport et de la distribution de l'énergie électrique sur l'ensemble du territoire national,.

## Histoire
La CEET est créée en 1963 dans le cadre de la politique d'indépendance énergétique du Togo nouvellement indépendant,. Sa création s'inscrit dans un contexte plus large d'investissements dans l'infrastructure électrique, notamment avec la signature d'une convention avec la Yougoslavie en 1961 pour la construction du barrage de Kpimé dans le Kloto.
En 1964, la CEET procède au rachat de l'Union électrique coloniale (UNELCO), la société française qui gérait précédemment l'électricité dans la colonie.

## Mission et activités
La mission générale de la CEET consiste à assurer le service public de distribution et de vente d'énergie électrique sur tout le territoire national togolais, dans le respect des normes en vigueur dans la production, le transport et la distribution d'électricité.

### Production
La CEET s'approvisionne principalement en énergie électrique auprès de la Communauté électrique du Bénin (CEB), qui est l'unique acheteur pour le Togo et le Bénin. Environ 10% de la consommation totale provient de la production propre de la CEET, assurée par les centrales de secours et une vingtaine de centrales thermiques isolées.
La CEET opère principalement sur la moyenne tension (MT) et la basse tension (BT) pour la distribution d'électricité. Pour répondre à sa mission, elle dispose de neuf postes sources MT/MT répartis principalement dans certaines grandes villes du territoire, dont trois à Lomé qui représente 80% de la pointe nationale.

## Organisation

### Siège social
Le siège social de la CEET est situé à Lomé, la capitale du Togo.

### Direction
Depuis mars 2022, la CEET est dirigée par Débo-K'mba Barandao, nommé directeur général par décision du conseil d'administration,.

### Gouvernance
En 2025, la CEET a entrepris une restructuration majeure de son organigramme dans le cadre d'une politique de bonne gouvernance.

## Statut juridique
La CEET est une société anonyme de droit togolais, immatriculée au registre du commerce et du crédit mobilier (RCCM) sous le numéro TOGO-LOME 2000 B 0729, avec le numéro d'identification fiscale (NIF) 1000175698.